# Обафеми, Майкл
Майкл Олувадуротими Обафеми (англ. Michael Oluwadurotimi Obafemi; 6 июля 2000, Дублин, Ирландия) — ирландский футболист нигерийского происхождения, нападающий клуба «Бернли»  и сборной Ирландии. Выступает на правах аренды за клуб «Плимут Аргайл».

## Клубная карьера
Обафеми родился в Дублине в семье выходцев из Нигерии. Вскоре его семья переехала в Лондон и Майкл начал заниматься футболом в академиях столичных клубов «Челси», «Арсенала» и «Лейтон Ориент». В 2016 году Обафеми перешёл в академию «Саутгемптона». 21 января 2018 года в матче против «Тоттенхэм Хотспур» он дебютировал в английской Премьер-лиге, заменив во втором тайме Маноло Габбьядини. На момент дебюта Майклу было 17 лет 199 дней, что является вторым результатом после Люка Шоу (17 лет 116 дней) для футболистов «Саутгемптона».
31 августа 2021 года Обафеми перешёл в клуб «Суонси Сити», заплативший за него от 1,5 до 2 млн фунтов стерлингов. С новым клубом Майкл заключил контракт на три года.

## Сборная
Обафеми имел право представлять на международном уровне Ирландию, Англию и Нигерию. В 2018 году он сделал выбор в пользу сборной Ирландии. 19 ноября 2018 года Майкл дебютировал за сборную Ирландии, выйдя на замену в матче Лиги наций УЕФА с командой Дании.